# Tinodes polifurculatus
Tinodes polifurculatus là một loài Trichoptera trong họ Psychomyiidae. Chúng phân bố ở miền Cổ bắc.